# Терсянка (Михайло-Лукашівська сільська громада)
Терся́нка — село в Україні, у Михайло-Лукашівській сільській громаді Запорізького району Запорізької області. Населення складає 210 осіб (станом на 01.01.2007). До 2020 року орган місцевого самоврядування — Привільненська сільська рада.

## Географія
Село Терсянка розташоване за 60 км від обласного та районного центру, 29 км від міста Вільнянська, біля з одного з витоків річки Середня Терса. Сусідні села: Привільне та Широке (за 3 км). Найближча залізнична станція Новогупалівка (за 17 км від села). Площа села — 106,9 га, налічується 85 домогосподарств.

## Історія
Село засноване 1927 року переселенцями з Сумської та Чернігівської областей.
У 1930 році в селі організовано колгосп імені Красіна. У 1936—1941 роках головою колгоспу працював Єременко Олексій Гордійович (1906—1942) — «легендарний комбат».
У 1932—1933 роках селяни зазнали сталінського геноциду.
З 24 серпня 1991 року село входить до складу незалежної України.
12 червня 2020 року, відповідно до розпорядження Кабінету Міністрів України № 713-р «Про визначення адміністративних центрів та затвердження територій територіальних громад Запорізької області», село увійшло до складу Михайло-Лукашівської сільської територіальної громади.
19 липня 2020 року, в результаті адміністративно-територіальної реформи та ліквідації Вільнянського району, село увійшло до складу новоутвореного Запорізького району.

## Пам'ятки
- Братська могила вояків Червоної армії.
- Пам'ятник односельцям, полеглим на фронтах Другої світової війни
- Обеліск на честь Олексія Єременка.

## Відома особа
- Єременко Олексій Гордійович (1906—1942) — молодший політрук 220-го стрілецького полку 4-ї стрілецької дивізії 18-ї армії. Герой фотографії «Комбат».